# Artifodina japonica
Artifodina japonica là một loài bướm đêm thuộc họ Gracillariidae. Nó được tìm thấy ở Nhật Bản (Honshū, Shikoku).
Sải cánh dài 7.5–11 mm. Ấu trùng ăn Myrsine seguinii. Chúng ăn lá nơi chúng làm tổ.